# Cañon City
Cañon City – miasto w Stanach Zjednoczonych, w stanie Kolorado, siedziba administracyjna hrabstwa Fremont.

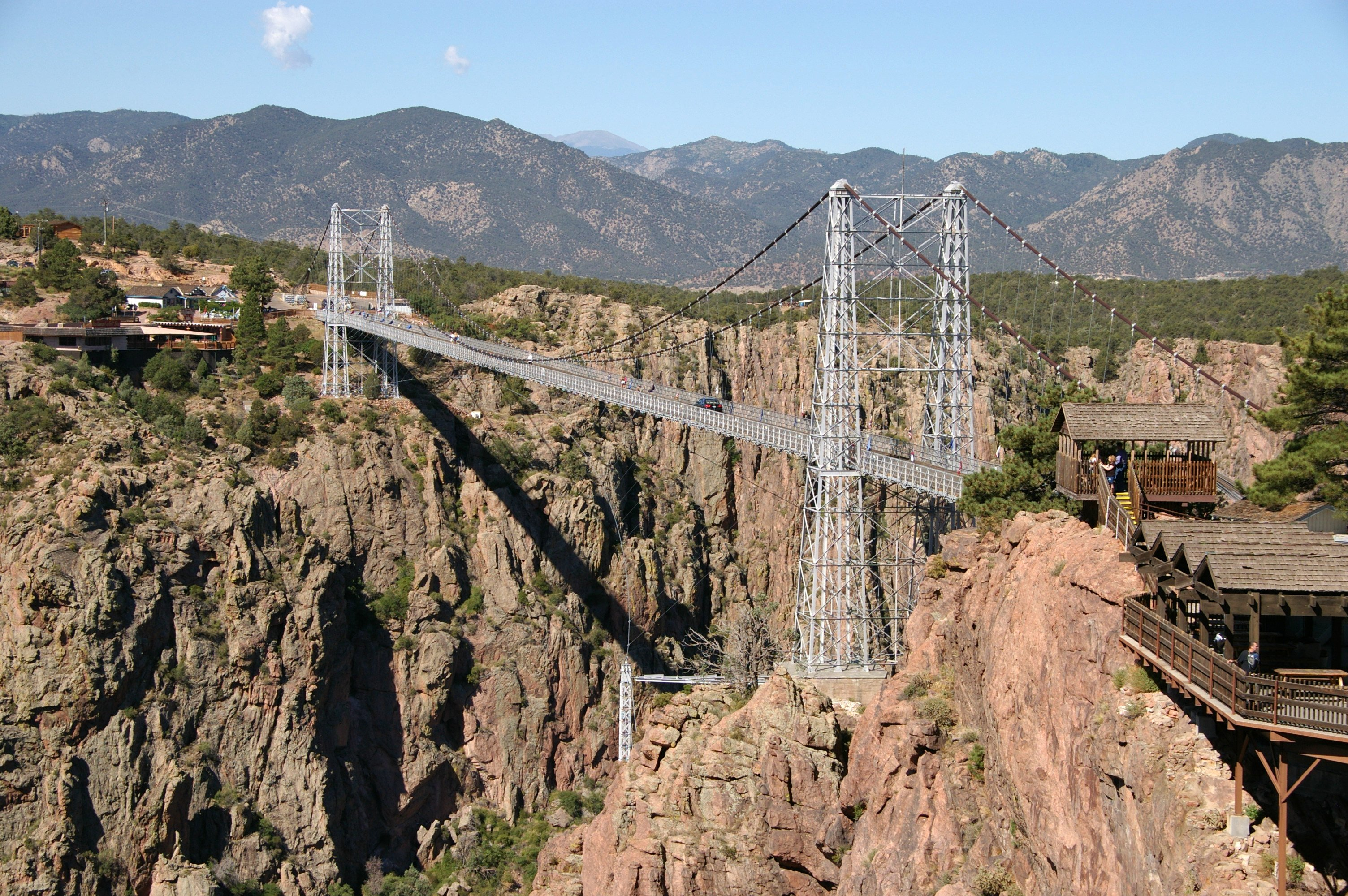
Pobliska atrakcja turystyczna Royal Gorge Bridge jest najwyżej położonym mostem Stanów Zjednoczonych

## Demografia
Według spisu w 2020 roku liczy 17,1 tys. mieszkańców. 